# Palazzo Contarini delle Figure

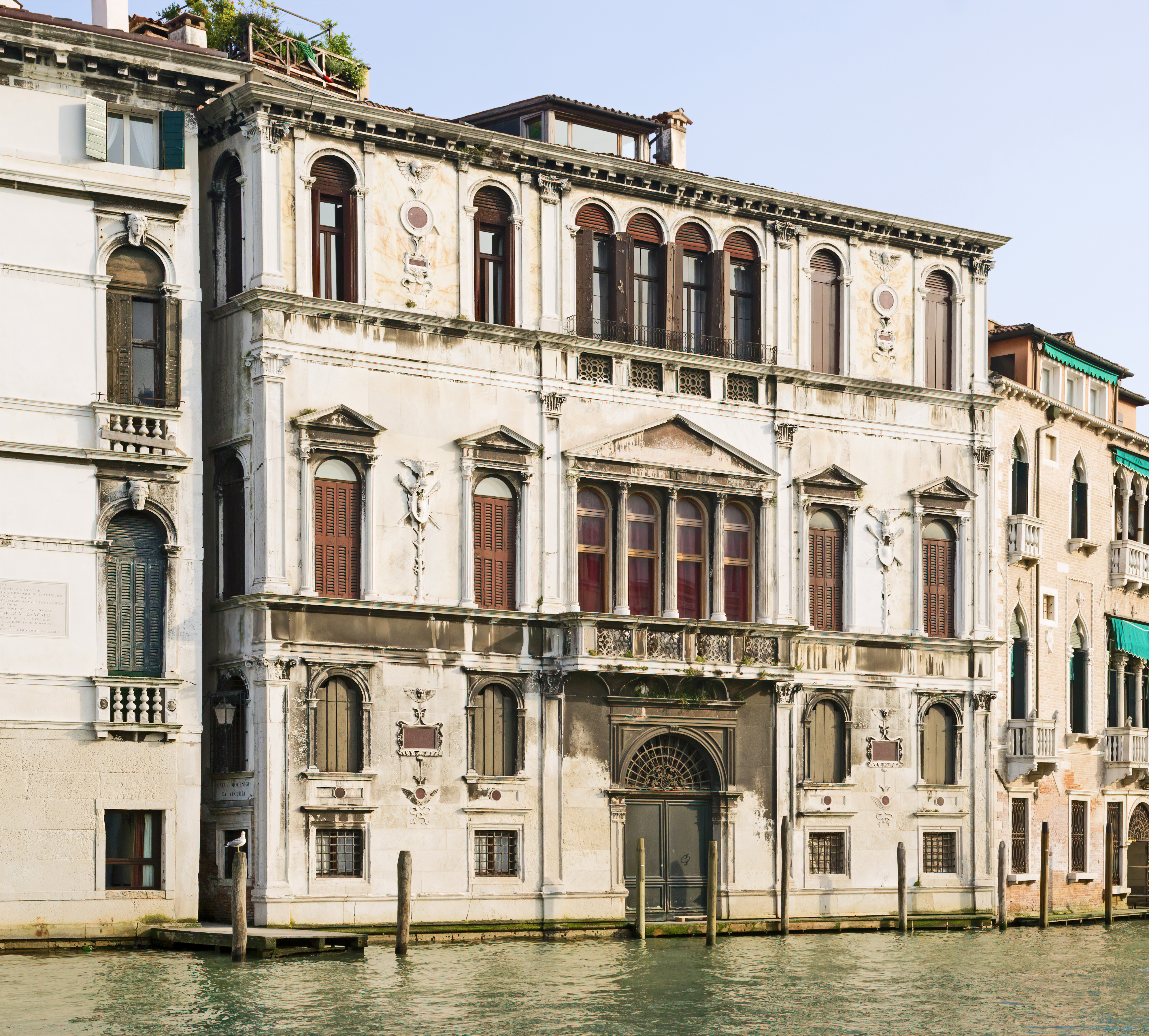
Palazzo Contarini delle Figure

Palazzo Contarini delle Figure ist ein Palast in Venedig in der italienischen Region Venetien. Er liegt im Sestiere San Marco mit Blick auf den Canal Grande zwischen dem Palazzo Mocenigo Ca’ Vecchia und dem Palazzo Erizzo Nani Mocenigo, gegenüber dem Palazzo Civran Grimani.

## Benennung
Der Palast verdankt seine Bezeichnung „delle Figure“ der Tatsache, dass unter dem Hauptbalkon zwei Karyatiden angebracht sind, die Monster darstellen. Der Volksglauben sieht in den beiden Figuren einen Mann, der verzweifelt ist, weil er alles im Spiel verloren hat, und seine wütende Gattin. Diese Interpretation ist allerdings wissenschaftlich nicht anerkannt.

## Zuschreibung
Die meisten Wissenschaftler schreiben das Gebäude Antonio Abbondi zu. Andere stellen die Gemeinsamkeiten des Palastes mit dem Palazzo Vendramin-Calergi heraus und schreiben ihn einer Gruppe von Künstlern zu, die sich von den Werken Mauro Codussis inspirieren ließen. Als größte Ähnlichkeiten sehen sie die mehrfarbigen Kartuschen und die Säulen mit Kapitellen in klassischer Ordnung an. Es ist allerdings hervorzuheben, dass auch der Palazzo Vendramin-Calergi ein Werk zweifelhafter Zuschreibung ist. Man dachte auch an Eingriffe von Andrea Palladio, die sich allerdings nur auf die Komplettierung der bereits skizzierten Fassade beschränkten. Das Element, das am meisten an einen Eingriff Palladios denken lässt, ist das dreieckige Tympanon über dem zentralen Vierfachfenster.

## Geschichte

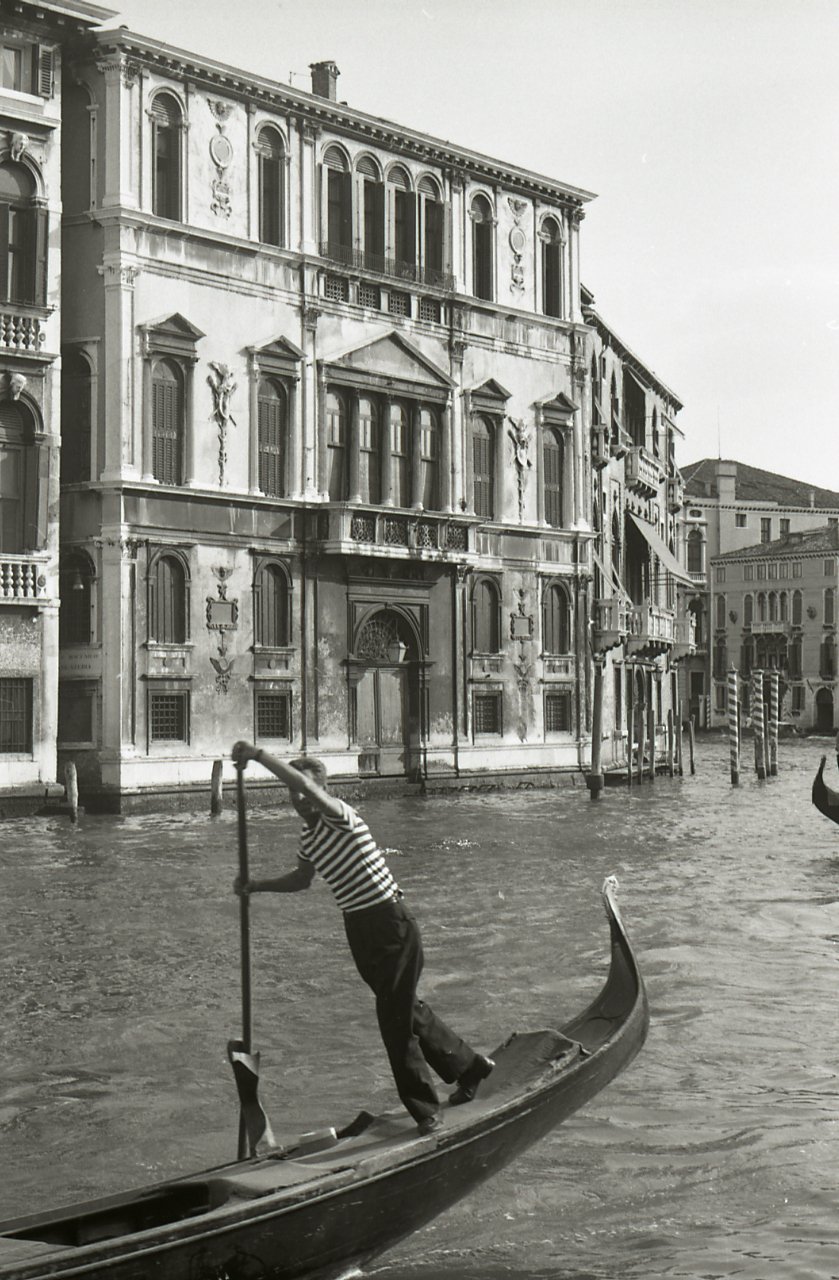
Der Palast vom Canal Grande aus gesehen auf einem Foto von Paolo Monti, 1969

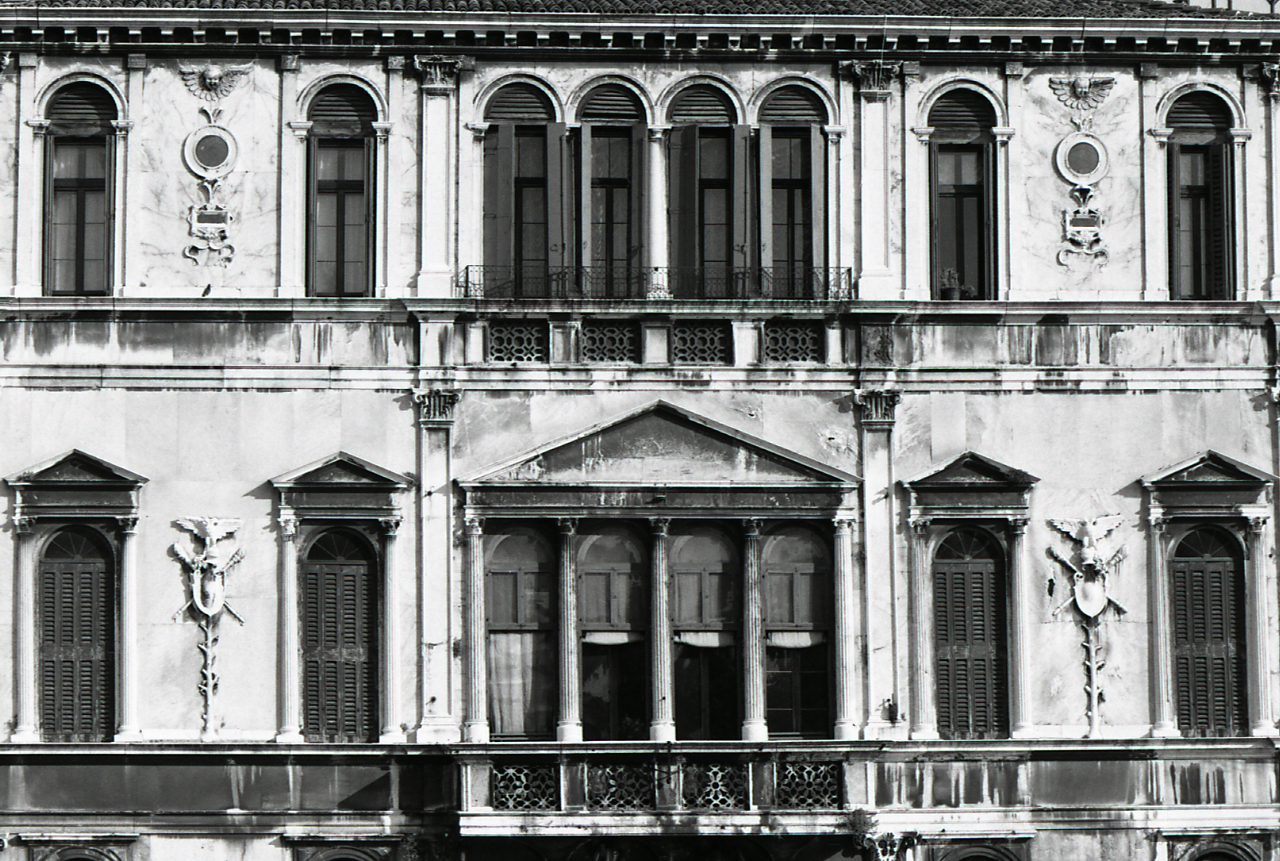
Detail der Fassade auf einem Foto von Paolo Monti, 1977

Der Palast wurde im Auftrag von Jacopo Contarini, einem Angehörigen der bekannten und einflussreichen Familie Contarini, Prokurator von San Marco, errichtet. An der Stelle des heutigen Gebäudes gab es einen anderen Palast, der in gotischem Stil gebaut war; er gehörte einst den Contarinis, wurde verkauft und wieder zurückgekauft. Der Verkauf des Palastes fand um 1448 statt, der Wiedererwerb lässt sich bald darauf den ersten Jahren des 16. Jahrhunderts zuordnen. Der Bau des heutigen Palastes fand von 1504 bis 1546 statt; Andrea Palladio war in dem Wohnhaus zu Gast, bevor sich der Eigentümer mit seiner Familie 1577 dort niederließ. Jacopo Contarini wählte den Palast als Aufbewahrungsort seiner eigenen Kunstsammlung. 1713 überließ Bertucci Contarini, der letzte Spross der Dynastie, die Kunstsammlung der Sammlung des Dogenpalastes. Im 19. Jahrhundert ging das Stadthaus in das Eigentum von Marchese Alessandro Guiccioli über, dessen Gattin, Teresa, die letzte venezianische Liebe von Lord Byron gewesen sein soll. Der Palazzo Contarini delle Figure ist heute immer noch in privater Hand, wurde aber in verschiedene Wohnungen aufgeteilt.

## Beschreibung
Das Wohnhaus wurde in einem Baustil erstellt, der viele Bezüge zum Werk Andrea Palladios zeigt. Die Fassade, die zahlreiche dekorative Details zeigt, durch eine effektive Farbgestaltung ausgezeichnet ist und eine große formale Kompetenz aufweist, zeigt einen fortgeschrittenen Ausdruck, erscheint als eine der hervorragendsten unter den Palästen zum Canal Grande hin und ignoriert auch nicht die traditionelle vertikale und horizontale Dreiteilung. Dieser Effekt gefiel den zeitgenössischen Kritikern eher, die den harmonisch zwischen venezianischem Klassizismus und Renaissance ausbalancierten Stil zu schätzen wussten. Das Erdgeschoss zeigt ein breites Portal zum Wasser, flankiert von acht Einzelfenstern, die auf zwei Ebenen verteilt sind. Das zentrale Element der Komposition ist das Vierfachfenster in der Mitte, unterteilt durch kannelierte, korinthische Säulen und unterstrichen durch das dreieckige Tympanon, dessen Stil die klassizistische Architektur vorwegnimmt. Dieses Motiv nahmen die vor-klassizistischen Architekten im 18. Jahrhundert tatsächlich wieder auf. Möglicherweise waren die Kapitelle einst vergoldet. Dies wurde im darüberliegenden Geschoss in einfacherer Weise und ohne Tympanon wiederholt; das Vierfachfenster dort ist von einer Reihe von Einfachfenstern mit Rundbögen umgeben.